# Иво Фабрис
Иво Фабрис 12. март 1910 — Сплит, 9. септембар 1992) био је југословенски репрезентативац у веслању учесник Летњих олимпијских игара 1936. у Берлину. Веслао је у свим дисциплинама које су имале кормилара.. Био је члан ВК Гусар из Сплита.

## Спортски резултати
Први велики успех на репрезентативном нивоу постигао је на Европском првенству 1932., одржаном у Београду. кад је је са веслачима сплитског Гусара освојио златну медаљу и постао европски првак. Осмерац је веслао у саставу: Бруно Марасовић, Лука Марасовић, Јаков Тирони, Петар Кукоч, Јуре Мрдуљаш, Елко Мрдуљаш, Фабрис, Вјекослав Рафаели и кормилар Мирослав Краљевић.
Две године касније на Европском првенству 1934. у Луцерну, Иво Фабрис весла у Гусаровом четверцу с кормиларом у саставу: Фабрис, Марио Перибонио, Елко Мрдуљаш, Словко Алујевић и кормилар Миле Алујевић и поново осваја медаљу, овог пута бронзану.
У истом саставу Гусаров четверац с кормиларом учествије на Европском првенству 1935. у Берлину, и завршава на 4. месту.
Врхунац каријере било је учешће на Летњим олимпијским играма 1936. у Берлину. Такмичио се у двојвцу са кормиларом у саставу Иво Фабрис, Елко Мердуљаш и корммилар Лино Љубичић. У финалу су заузели шесто место.